# Louis de la Censerie
Louis (Joseph Jean Baptiste) de la Censerie  (Brujas, 1838 - id., 1909) fue un arquitecto  belga, activo en la segunda mitad del siglo XIX y principios del XX.
Disfrutó de una considerable fama durante su vida, que le llegó en primer lugar por la contribución que hizo, a través de sus restauraciones —y también por sus nuevas construcciones—, a la recreación de una Brujas medieval en el último cuarto del siglo XIX, y luego, hacia el final de su carrera,  de que se le confiaron dos proyectos importantes, la iglesia de San Pedro y San Pablo (1899-1905) en Ostende, de estilo neogótico , y especialmente la monumental Estación de Antwerpen—Centraal.
La obra de De la Censerie ha sido diversamente apreciada. Desde la década de 1970, sin embargo, su trabajo está experimentando un resurgimiento del interés, y ahora se le considera uno de los motores de la renoivación de la arquitectura flamenca y belga en el siglo XIX.

## Biografía

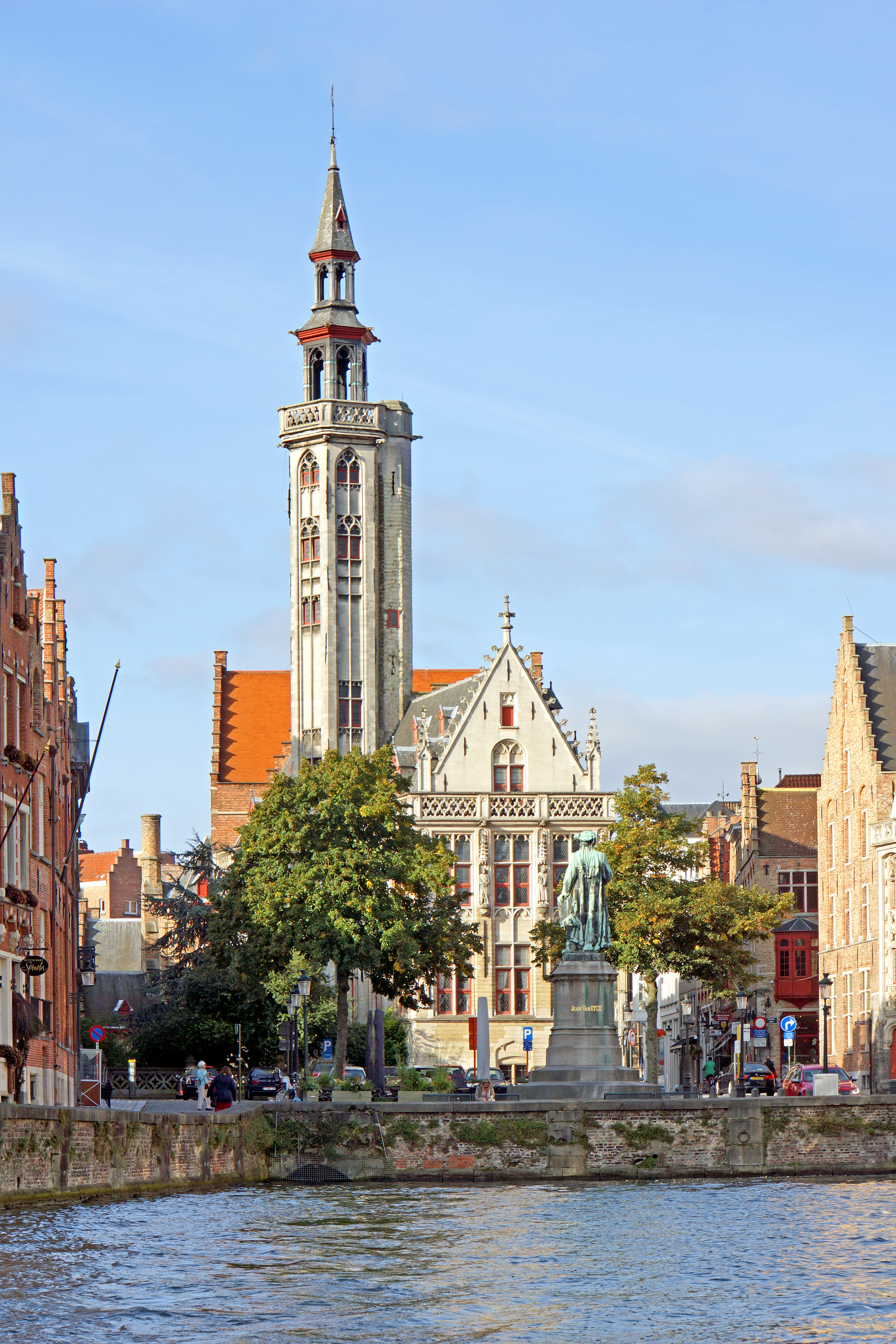
La Logia de los Burgueses o Poortersloge (edificio flanqueado por una torre, visible al final del canal), en Brujas (1899-1903).

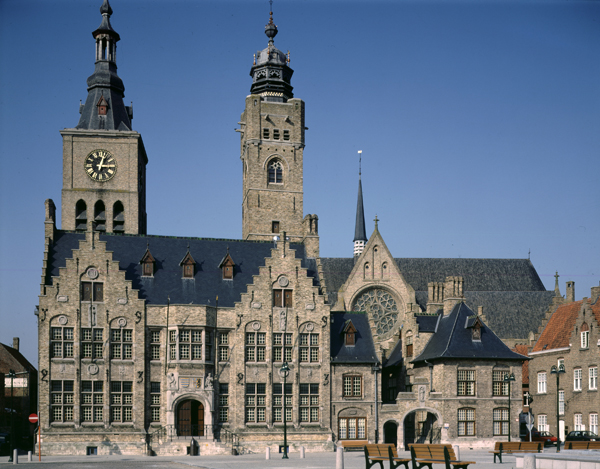
Ayuntamiento de Dixmude, y detrás San Nicolás.

Su padre, Louis De la Censerie, era un comerciante de Tournai, que luego se convirtió en contratista de obras; por ello se podría hablar de una cierta predisposición familiar.
Siguió entre 1850 y 1857 una formación clásica en la Academia Libre de Brujas, bajo la dirección de Jean-Brunon Rudd (Brujas, 1792-1870), arquitecto funcionario de la municipalidad de la ciudad.
En la cima de su carrera, Delacenserie hizo los diseños para la estación de Antwerpen—Centraal, donde utilizó un estilo neorrenacentista bastante ecléctico que se refiere a la primacía económica y artística de la ciudad en el siglo XVI. Algunos aspectos de ese edificio, como el uso de colores y materiales, fueron claramente influenciados por la arquitectura Art Nouveau.
Joven diplomado en arquitectura, fue a trabajar para el arquitecto de la ciudad de Gante Louis Roelandt, famoso en ese momento por sus creaciones neoclásicas. Por lo tanto, no es sorprendente que los primeros proyectos de Louis de la Censerie, que datan de antes de 1870, fueran de estilo neoclásico, como su alineación de fachadas en la rue Niklaas Despars en Brujas .
Laureado en 1862 del prestigioso Premio de Roma  de arquitectura, y en posesión de las becas de viaje adjuntas, pudo completar su formación en París , Italia y Grecia, donde pudo admirar obras maestras de la arquitectura antigua..
Regresado a Brujas, fue nombrado, después de la muerte de Jean-Brunon Rudd, arquitecto municipal de esta ciudad en 1870. Asumirá esa función hasta 1892 (cuando  lo sucederá Charles De Wulf). Al mismo tiempo, fue nombrado profesor de arquitectura de la Academia Libre de Brujas, de la que se convirtió en director en 1889 (y cuyo nombre se había cambiado a Stedelijke Academie (Academia Municipal). En 1879 , fue nombrado miembro del Comité Provincial de la Commission royale des Monuments et des Sites.
Siendo arquitecto de la ciudad de Brujas, se involucró en el movimiento del neogótico belga y dejó su huella en el casco antiguo de la ciudad, haciendo demoler las fachadas de las casas antiguas, restaurando —en el puro estilo neogótico, que claramente favorecía—, muchos edificios históricos, o realizando, como encargos privados, nuevos edificios; algunos afirmarán, algo irreverentemente, que transformó a Brujas en una especie de museo al aire libre neogótico. Dirigió muchas "restauraciones" del rico patrimonio arquitectónico gótico de su ciudad natal y eso le permitió familiarizarse con la arquitectura gótica de ladrillo y arenisca del Flandes medieval. Gracias a su profundo conocimiento de la arquitectura medieval, pudo imitar ese estilo histórico en todos sus detalles, sin embargo, para la estructura de los edificios que creó, siempre recurrió a técnicas contemporáneas (como la estructura metálica para la Minnewaterkliniek).

## Herencia y valoración
Los juicios que se han hecho sobre el trabajo de Delacenserie han variado mucho con el tiempo. Aunque en general fue admirado por sus contemporáneos, quienes lo caracterizaron como un gran trabajador, a gusto en un amplio abanico de diferentes estilos arquitectónicos, y con una reputación que se extendía mucho más allá de las fronteras, a menudo fue criticado en la segunda mitad del siglo XX. Sin embargo, su obra ha experimentado un renovado interés desde 1970, y el Museo Gruuthuse de Brujas, por ejemplo, le dedicó una gran exposición colectiva en 2009. Hoy, figura como una de las fuerzas impulsoras detrás del renacimiento de la arquitectura belga en el siglo XIX.
Con un carácter simple y entrañable, de una gran sinceridad y mentalidad abierta, fue una figura muy querida por sus conciudadanos. Como arquitecto municipal, dejó su huella en varios edificios, tanto públicos como privados, restaurando o remodelando, o dando su opinión en los informes de planificación urbana, y por lo tanto contribuyó, más que ningún otro, a dar forma al paisaje urbano actual de Brujas y supo dar a luz a esa aura de autenticidad unida al centro histórico de la ciudad. Su estilo favorito era el neogótico, el mejor capaz de preservar el aspecto medieval de la ciudad. Tuvo en Brujas algunos precursores adeptos de este estilo, como el arquitecto y autor Charles Verschelde, el arquitecto y vitralista Jean-Baptiste Bethune, y más particularmente al historiador de arte inglés James Weale, y no dejó de sufrir en Brujas la influencia de las escuelas francesas de Eugène Viollet-le-Duc e inglesa de Augustus Pugin , siendo este último representado en su ciudad por Thomas Harper King. Sin embargo, poseedor completamente de las técnicas medievales, se esforzó por desarrollar un enfoque personal al «estilo de Brujas».

## Obras

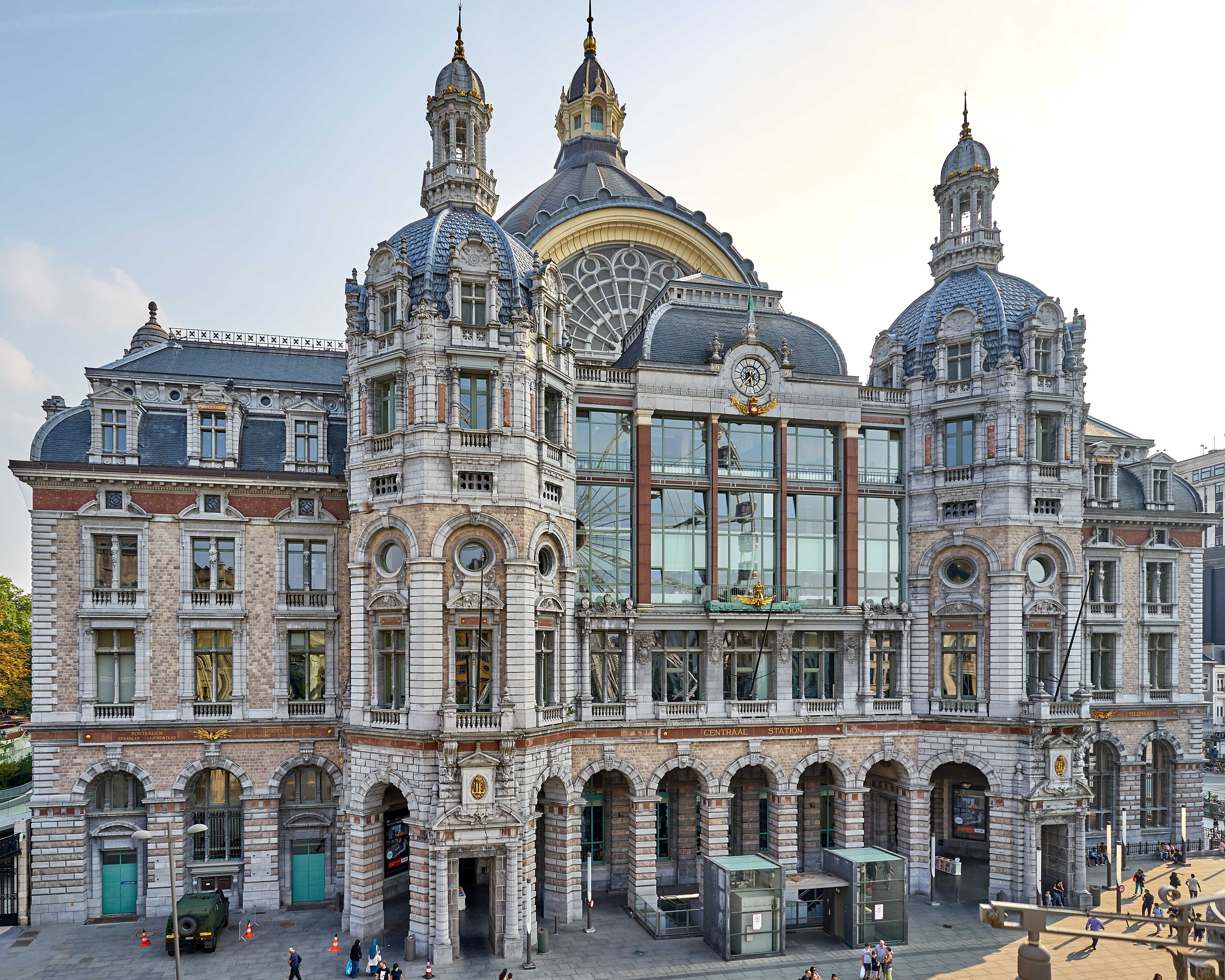
La estación de Antwerpen—Centraal en la avenida De Keyser

Algunos proyectos de restauración, en estilo neogótico, de varios edificios antiguos en  Brujas:
- 1870-1877: Capilla de la Santa Sangre (Heilig-Bloedkapel)
- 1879: maison d’octroi (Tolhuis), en la plaza Jan van Eyck
- 1883-1895: Hof van Gruuthuse (Gruuthusemuseum) (alas este y sur)
- 1894-1895: Ayuntamiento de Brujas
- 1903-1904: Belfry de Brujas
- 1895-1897: maison d’écluse (Sashuis), sur le Minnewater (ancien bassin de commerce)
- 1899-1903: Logia de los burgueses (Poortersloge)
- 1905-1909: Fachada oeste de la iglesia de Nuestra Señora de Brujas
- 1873-1883: Le Greffe civil (Burgerlijke Griffie), con una demolición parcial con reconstrucción
- Oficina de correos central en la Gran Plaza.

Además de su trabajo como arquitecto oficial de la ciudad de Brujas, ejecutó numerosas encargos privados y públicos, que incluyen:
- 1877-1900: Ayuntamiento de  Diksmuide
- 1878: Castillo de Bloemendale, en Beernem
- Palacio del Consejo Provincia (Provinciaal Hof), en Brujas
- 1880-1883: Escuela normal (Normaalschool) en Brujas
- Nieuw Sint-Janshospitaal (Nuevo Hospital de San Juan) en Brujas
- 1899-1905: Iglesia de San Pedro y San Pablo (Oostende) (Sint-Petrus-en-Pauluskerk)) en Ostende, église décanale néogothique ayant toutes les allures d’une cathédrale ;
- 1901-1905:  Oficina de correos en Brujas
- 1894-1905: Estación de Antwerpen—Centraal, «catedral ferroviaria», de estilo ecléctico, con el vestíbulo neobarroco. Esta obra marcó el apogeo de la arquitecturaferroviaria belga.
- la caserna, con mess des officiers, en Ostende.

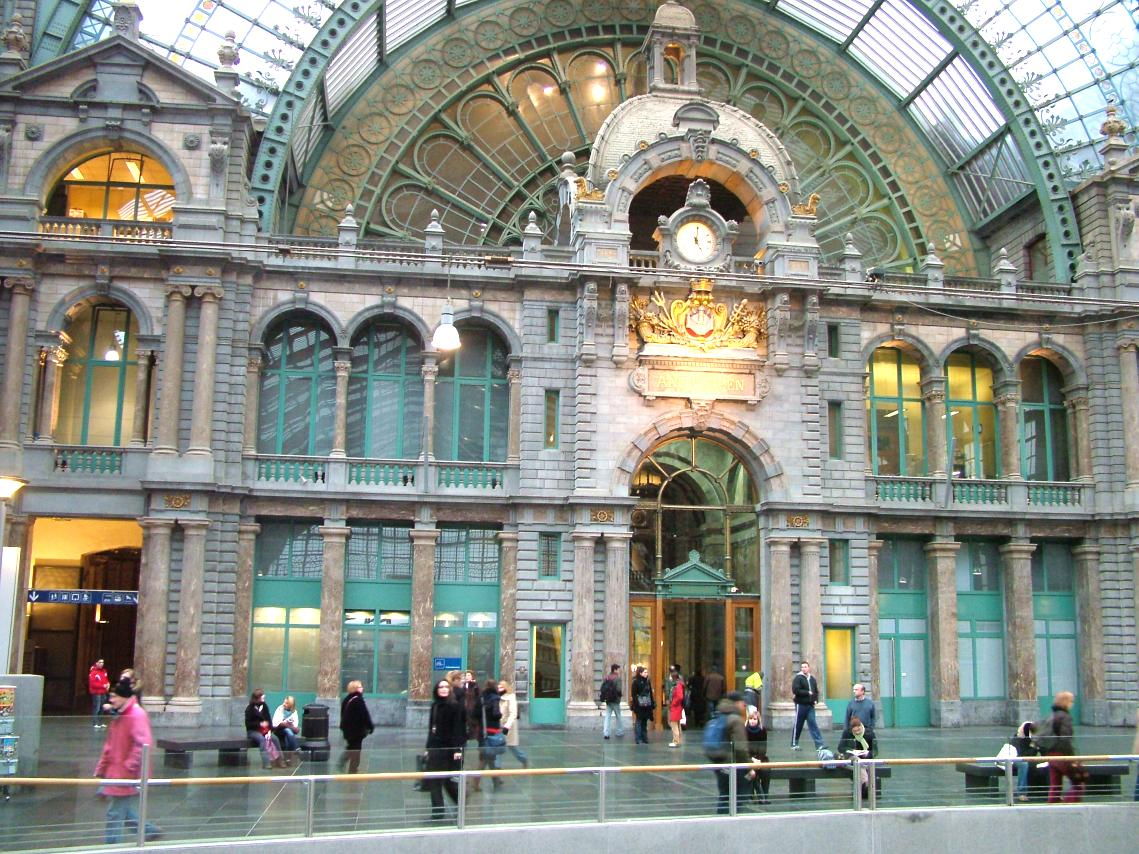
Interior, llegada a la estación de Antwerpen—Centraal (1895-1905)
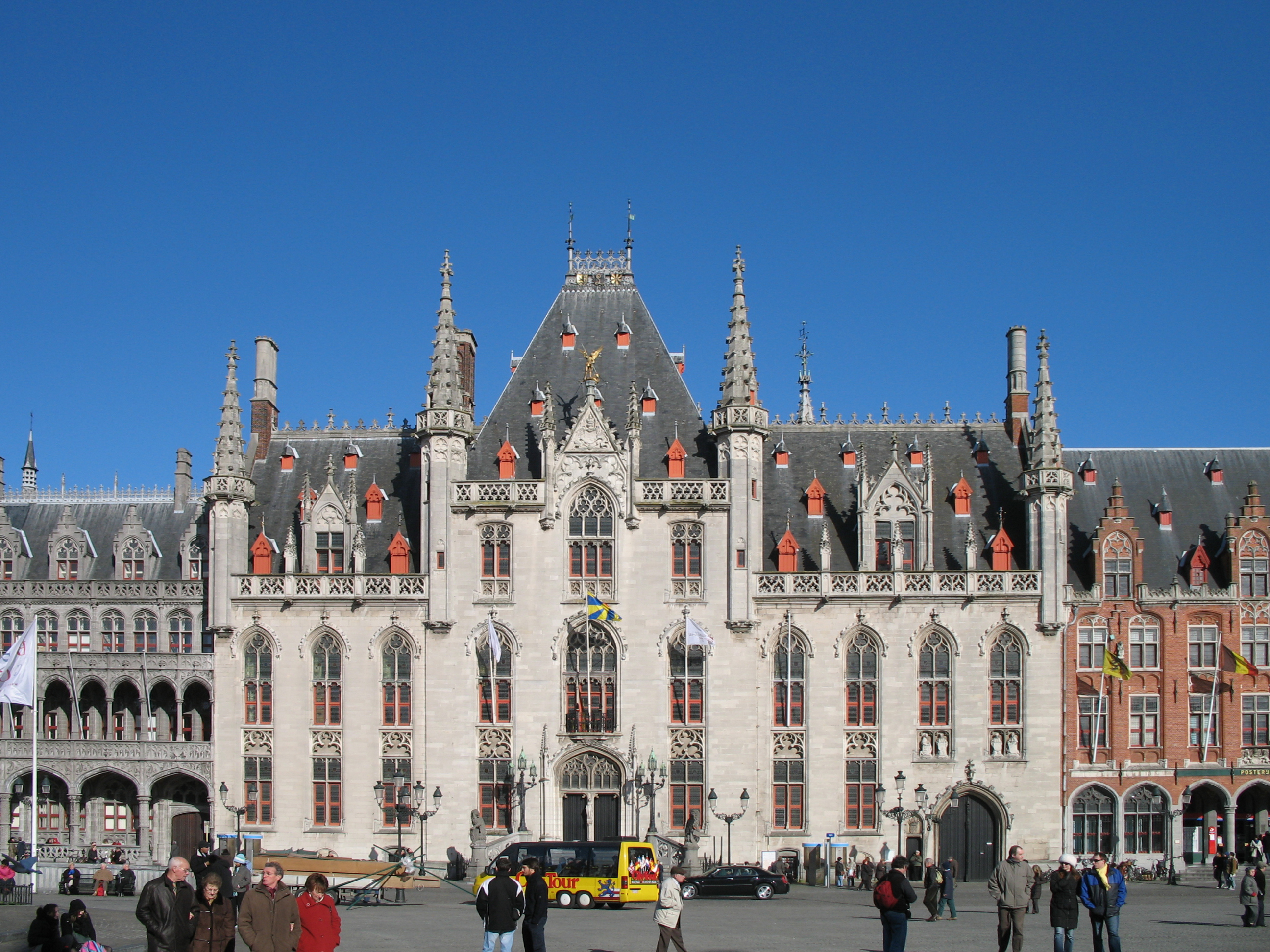
"Provinciaal Hof" (Tribunal Provincial) en Brujas
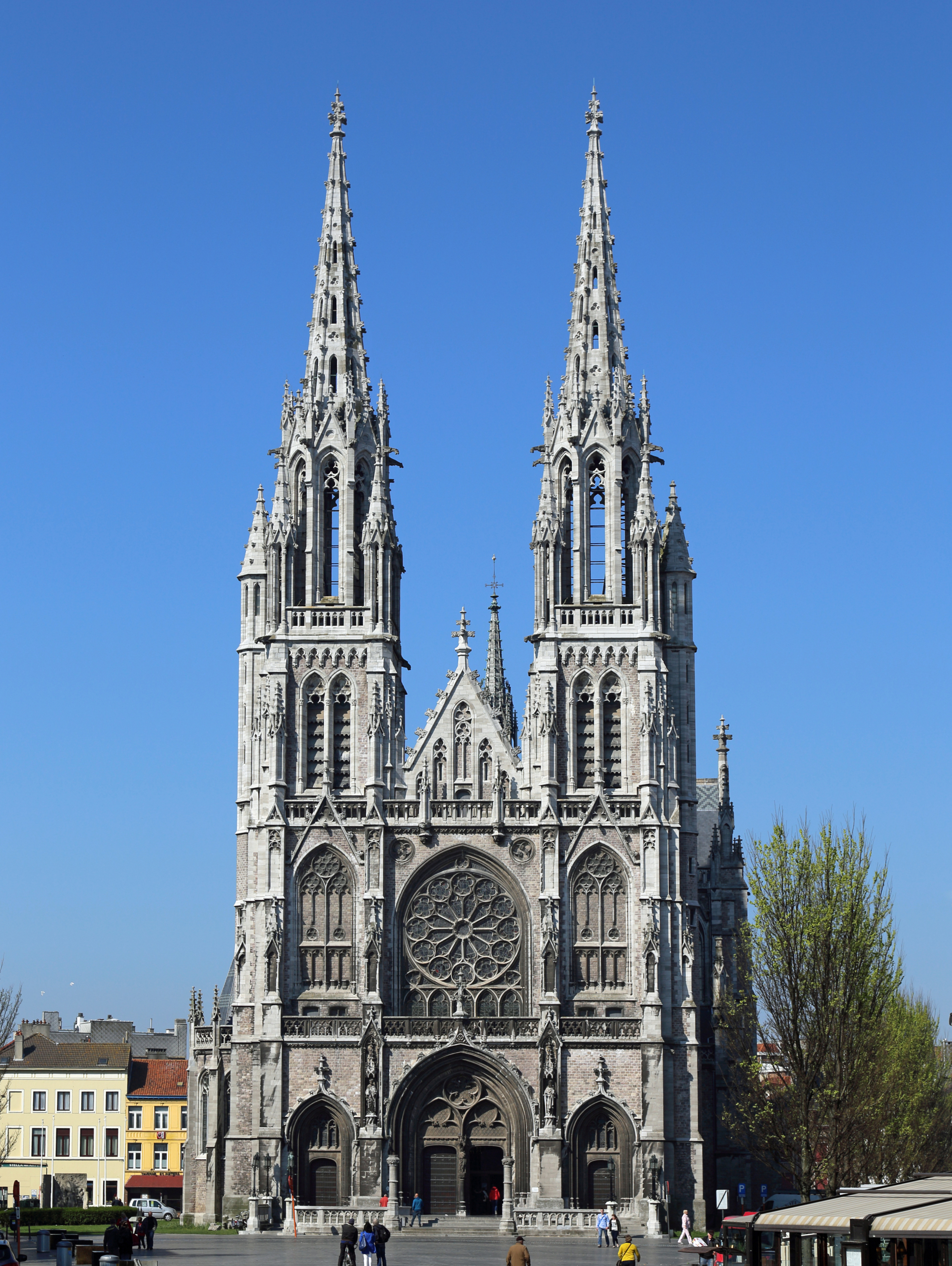
Iglesia de San Pedro y San Pablo (Oostende) (1899-1905) en Ostende